# Simone Biles
Simone Biles, née le 14 mars 1997 à Columbus (Ohio), est une gymnaste artistique américaine. Elle est considérée comme l'une des meilleures gymnastes de tous les temps. Elle possède également la nationalité bélizienne mais elle représente les États-Unis en compétition.
Elle est la gymnaste la plus médaillée de l'histoire avec 41 médailles dans les événements mondiaux (trente en championnats du monde et onze aux Jeux olympiques), dont un record de vingt-trois titres mondiaux depuis ses débuts chez les seniors en 2012. Biles devient une vedette internationale notamment après son quadruple titre olympique aux Jeux olympiques de Rio 2016. Elle se démarque par le degré de difficulté de ses exercices et les mouvements créés à son nom.
Attendue comme une vedette des Jeux olympiques de Tokyo 2020, elle y est victime de perte de repères spatiaux (ou perte de figures) imputée au stress. Elle abandonne en pleine finale du concours général par équipe et déclare forfait pour tous les autres concours sauf la finale de la poutre où elle obtient sa septième médaille olympique, en bronze.
En 2022, elle devient la plus jeune récipiendaire de la médaille présidentielle de la Liberté. Elle revient au plus haut niveau en 2023. Aux Jeux olympiques de Paris 2024, elle remporte quatre médailles dont trois en or (par équipes, concours général individuel et saut), ce qui porte son total à sept titres olympiques et onze médailles.         

## Biographie

### Jeunesse
Simone Arianne Biles naît le 14 mars 1997 à Columbus, dans l'Ohio, aux États-Unis. Elle est la troisième des quatre enfants de Shanon Biles et Kelvin Clemons. Alors qu'elle a deux ans et que sa jeune sœur Adria vient de naître quelques semaines plus tôt, ses voisins appellent les services sociaux en voyant les quatre enfants régulièrement jouer dans la rue sans surveillance,. Placée en famille d'accueil, Simone observe les enfants biologiques de ses parents d'accueil faire des acrobaties sur le trampoline du jardin avec envie. Lorsqu'il apprend que ses quatre petits-enfants ont été placés, son grand-père maternel Ronald Biles vient les récupérer accompagné d'une travailleuse sociale. En mars 2000, les quatre petits-enfants débarquent à Spring, au nord de Houston, où leur grand-père vit avec sa seconde femme Nellie et leurs deux garçons Ron II et Adam, respectivement seize et quatorze ans. Dans le jardin de son nouveau domicile texan, Simone Biles s'amuse sur le trampoline et fait ses premières pirouettes.
Désireuse de retrouver ses enfants, sa mère biologique se manifeste quelques mois plus tard pour récupérer la garde de ses quatre enfants ; le travailleur social place la fratrie dans une famille d'accueil de l'Ohio le temps de vérifier l'aptitude de la mère à s'occuper de ses enfants. Après une année, Shanon Biles se révèle incapable de passer plusieurs tests de dépistage de drogue consécutivement et les enfants sont rendus éligibles à l'adoption,. Alors que les deux aînés, Ashley et Tevin, plus attachés à leur mère, souhaitent rester près d'elle dans l'Ohio, Simone et sa sœur cadette Adria retournent dans le Texas chez leurs grands-parents Ronald et Nellie Biles à Noël en 2002. Ces derniers adoptent les deux petites filles le 7 novembre 2003,,,.
Une circonstance particulière dévoile ses talents : son oncle (et frère aîné d'adoption) Adam, moniteur de la garderie de Simone et Adria, suggère de remplacer une sortie scolaire prévue dans une ferme à la campagne, annulée à cause d'une météo pluvieuse, par une séance de gymnastique au Bannon's Gymnastix à Houston. Les jeunes sœurs y découvrent les agrès et Simone est immédiatement repérée par l'encadrante de la salle qui l'enrôle dans le club par un formulaire à destination de ses parents. Inscrite par sa mère qui voit la gymnastique de loisir comme un exutoire idéal pour elle, Simone Biles commence la gymnastique à six ans,,, un âge plutôt tardif pour commencer un parcours de haut niveau en gymnastique.
Simone Biles débute le programme olympique junior de l'USA Gymnastics qui comprend dix niveaux techniques pour se préparer aux compétitions nationales. Membre de la Jet Star Team de Bannon, elle fait une première revue et est classée au niveau quatre dès la semaine suivante. Quelques semaines plus tard, ses entraîneurs lui apprennent les premiers mouvements de niveau cinq et l'inscrivent aux compétitions. Dotée d'une capacité d'apprentissage par mimétisme et de qualités intrinsèques importantes, la jeune gymnaste impressionne également par son équilibre en l'air.
À huit ans, Biles maîtrise les soleils et continue sa progression dans les niveaux, ce qui la fait passer dans le groupe d'entraînements dont s'occupe Aimee Boorman,. Dans les mois qui suivent, la jeune Simone atteint le niveau neuf puis le niveau dix, des éléments difficiles qui permettent de poursuivre une carrière élite, alors que son entraîneur s'est arrêtée au niveau huit après une blessure à la jambe.

### Carrière

#### Débuts

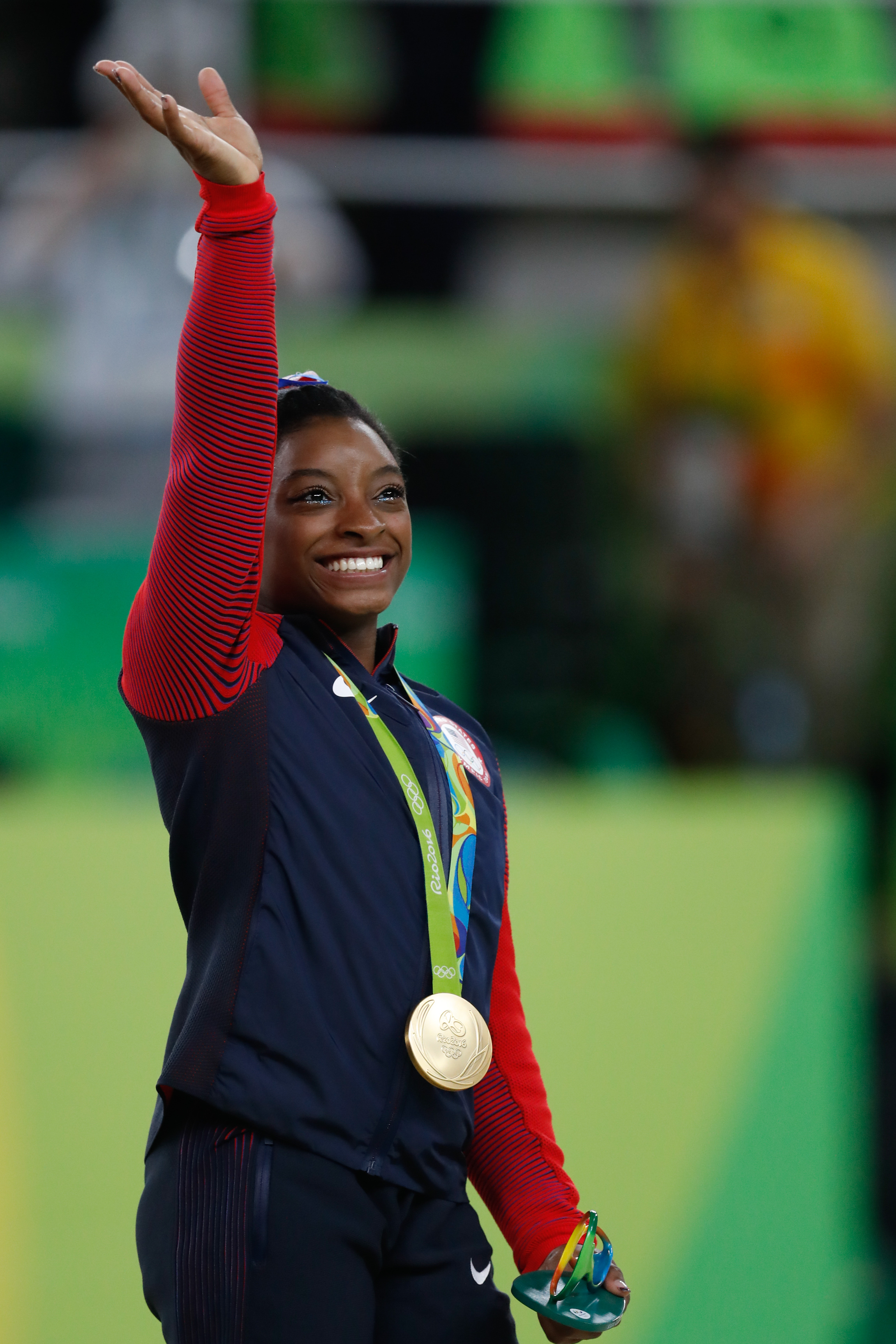
Simone Biles médaillée d'or aux Jeux olympiques d'été de 2016.

À 11 ans, Simone Biles entre en sixième grade à Strack Intermediate, une école publique. Parallèlement, elle enchaîne les succès dans les compétitions régionales, comme lors du concours général du South Padre Invitational 2008. Alors que la famille déménage, s'installant plus loin de Houston, l'adolescente change d'école pour une école privée située en face de son gymnase d'entraînement. Ce changement d'organisation lui permet d'ajouter un entraînement de deux heures tous les matins entre 7 h et 9 h en plus de l'entraînement de l'après-midi, passant le nombre d'heures hebdomadaires de gymnastique de vingt à trente.
En 2010, Simone Biles remporte le concours de saut et termine troisième du concours général sur 652 gymnastes lors du Houston National Invitational, remportant un chèque de 5 000 $ qu'elle ne peut encaisser, ce qui en ferait une gymnaste professionnelle et la rendrait inéligible à la gymnastique universitaire. Une nouvelle fois première au saut aux championnats régionaux et troisième au concours général, elle se qualifie pour les championnats nationaux juniors. Lors de ces derniers, organisés à Dallas au Texas, Biles finit avec la meilleure note au sol et sur la troisième marche du podium au classement général.
Première du concours du saut et du concours général des qualifications nationales élites en février 2011, Simone Biles est invitée pour la première fois au camp de perfectionnement (en) par Martha Karolyi. Dans ce centre d'entraînement national, connu pour son formalisme et sa rigueur, elle défait et refait ses figures de manière intensive. Première au saut, à la poutre et troisième du concours général chez les juniors lors de l'American Classic, Biles se qualifie pour les championnats des États-Unis qu'elle termine à la quatorzième position, ratant d'une place l'équipe nationale américaine,. Après l'été, poussée par ses parents, Biles choisit entre le sport et ses études, poursuivant ces dernières à distance d'abord avec son père comme enseignant puis une institutrice.
En mai 2012, plus forte physiquement et plus constante, Simone Biles brille lors de l'American Classic avec une première place au saut, une deuxième au sol, une troisième à la poutre et une quatrième place aux barres asymétriques. Elle enchaîne avec une victoire à l'US Secret Classic à Chicago avant de devenir championne nationale junior au saut et gagne la médaille de bronze au concours général en juin. Sélectionnée en équipe nationale américaine, elle est la seule novice du groupe. Elle est trop jeune de quelques mois pour pouvoir participer aux Jeux olympiques de Londres, l'âge minimum étant d'avoir seize ans dans l'année des Jeux,.

#### Premiers titres internationaux
Après avoir assisté en tant que spectatrice à la victoire de l'équipe féminine américaine au concours général par équipe des Jeux olympiques de Londres, Simone Biles devient senior l'année suivante, en 2013, et participe à ses premières grandes compétitions. Après un nouveau stage intensif en janvier, Martha Karolyi la sélectionne ainsi que Katelyn Ohashi pour disputer l'American Cup, une épreuve de Coupe du monde de la Fédération internationale de gymnastique (FIG), après les forfaits d'Elizabeth Price et Kyla Ross. Après être tombée à la poutre, Biles termine à la deuxième position de la compétition derrière Ohashi. Elle part ensuite en Europe pour son premier stage collectif international avec des matchs, remportant le concours général du Trophée de Jesolo en Italie puis l'argent derrière Kyla Ross en Allemagne. En juillet, elle chute aux barres et au sol lors de l'US Secret Classic avant d'être retirée de la compétition par son entraîneur,,. Simone Biles sort touchée de la compétition, autant par le résultat, par une blessure à la cheville, que par le commentaire d'un entraîneur qui la dit grosse. Elle reçoit une session d'entraînement individuelle au ranch de Martha Karolyi et commence à voir une psychologue du sport. Pour Aimee Boorman, ces événements font grandir la gymnaste qui devient plus sérieuse.
Aux championnats des États-Unis, Simone Biles remporte le concours général et obtient la médaille d'argent à tous les appareils. Intégrée à l'équipe nationale senior, elle est sélectionnée pour les championnats du monde 2013 qui se déroulent à Anvers en Belgique à l'automne. Pour sa première participation aux championnats du monde, Biles décroche deux médailles d'or, au concours général et au sol, une médaille d'argent au saut et une médaille de bronze à la poutre. Elle termine comme l'athlète la plus médaillée des championnats.
En 2014, lors des championnats du monde elle remporte quatre médailles d'or (concours général, sol, poutre et par équipe) et la médaille d'argent au saut. Elle devient la deuxième américaine à conserver son titre de championne mondiale au concours général et la première, toutes nationalités confondues, depuis la Russe Svetlana Khorkina. Après les championnats, elle est nommée sportive de l'année par la Women's Sports Foundation.
En 2015, elle devient la première gymnaste féminine à remporter trois fois d'affilée le titre de championne du monde au concours général, grâce à son nouveau titre à Glasgow, rejoignant ainsi l'icône Svetlana Khorkina (titrée en 1997, 2001 et 2003). Elle est alors considérée comme la meilleure gymnaste du monde.

#### Quadruple championne olympique de Rio
En mai 2016, Simone Biles inaugure son académie de gymnastique, le World Champions Centre, un important projet de 52 000 m2 imaginé après les championnats du monde de gymnastique artistique 2013.
En 2016, Biles devient championne olympique aux Jeux de Rio au concours général par équipes,. Elle obtient ensuite sa deuxième médaille d'or en remportant le concours général individuel en devançant sa compatriote Alexandra Raisman de plus de 2 points et la Russe Aliya Mustafina,, puis remporte un troisième titre au saut de cheval. Elle échoue ensuite dans sa quête d'une quatrième médaille d'or consécutive en terminant la finale de la poutre sur la troisième marche du podium. Elle remporte finalement un quatrième titre lors sa dernière épreuve, avec l'exercice au sol, et égale ainsi le record de sacres dans une même édition des Jeux, aux côtés de la Soviétique Larissa Latynina (en 1956), de la Tchécoslovaque Věra Čáslavská (en 1968) et de la Roumaine Ecaterina Szabó (en 1984). Biles devient la première gymnaste américaine à recevoir l'honneur d'être choisie comme porte-drapeau lors de clôture des Jeux. Elle est l'athlète de l'année 2016 pour l'Associated Press.

Simone Biles aux Jeux olympiques de Rio de 2016.
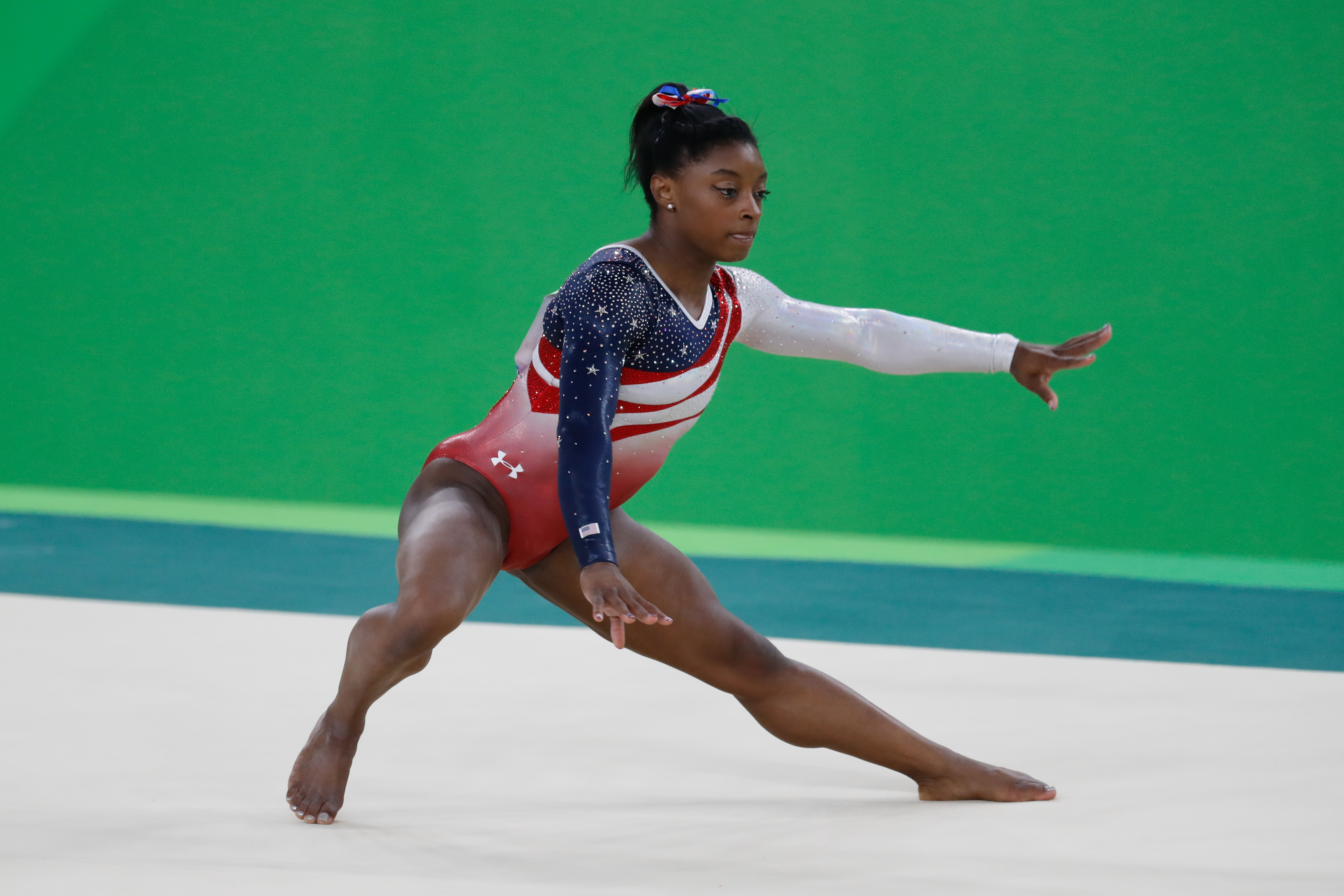
Au sol.
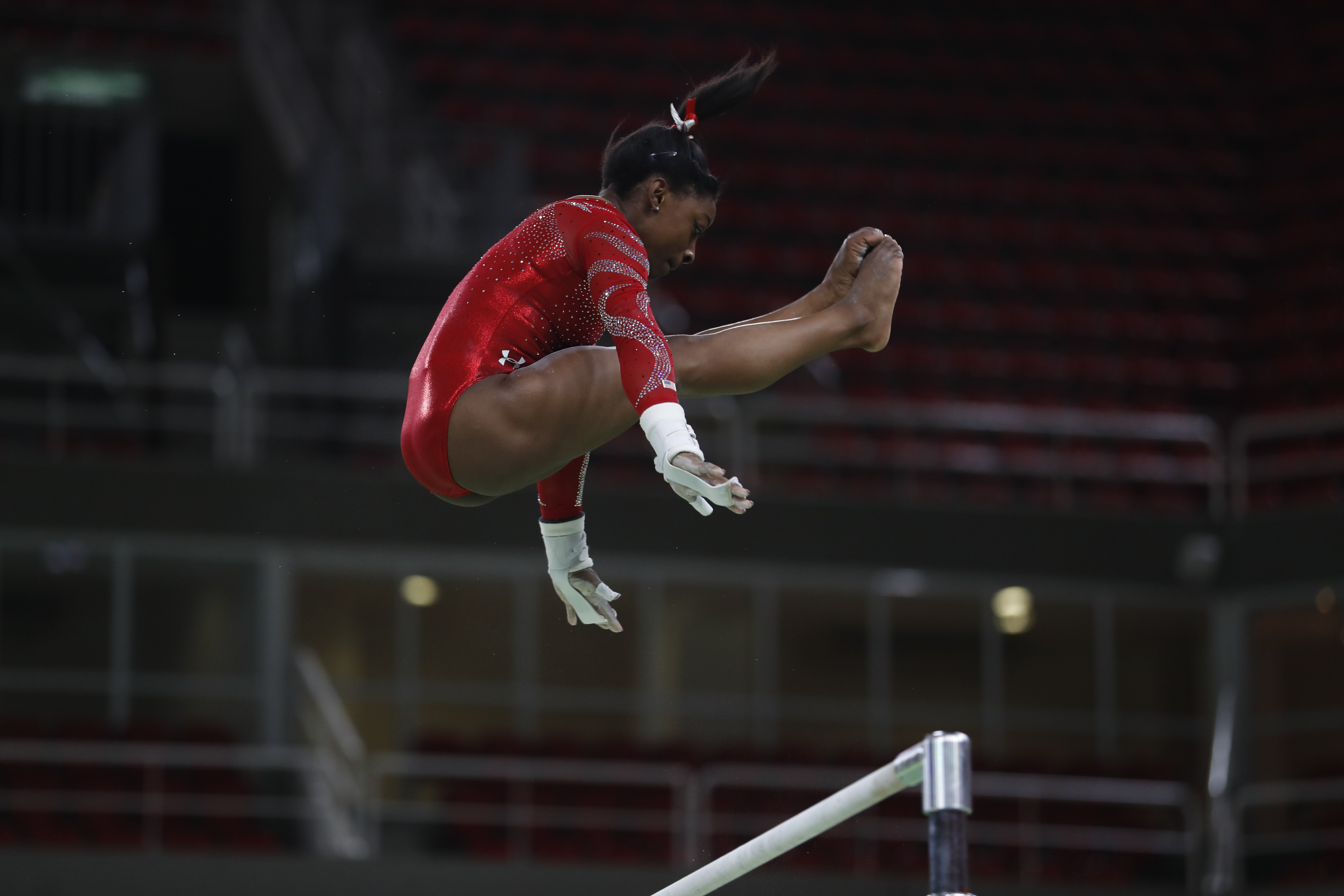
Aux barres asymétriques.
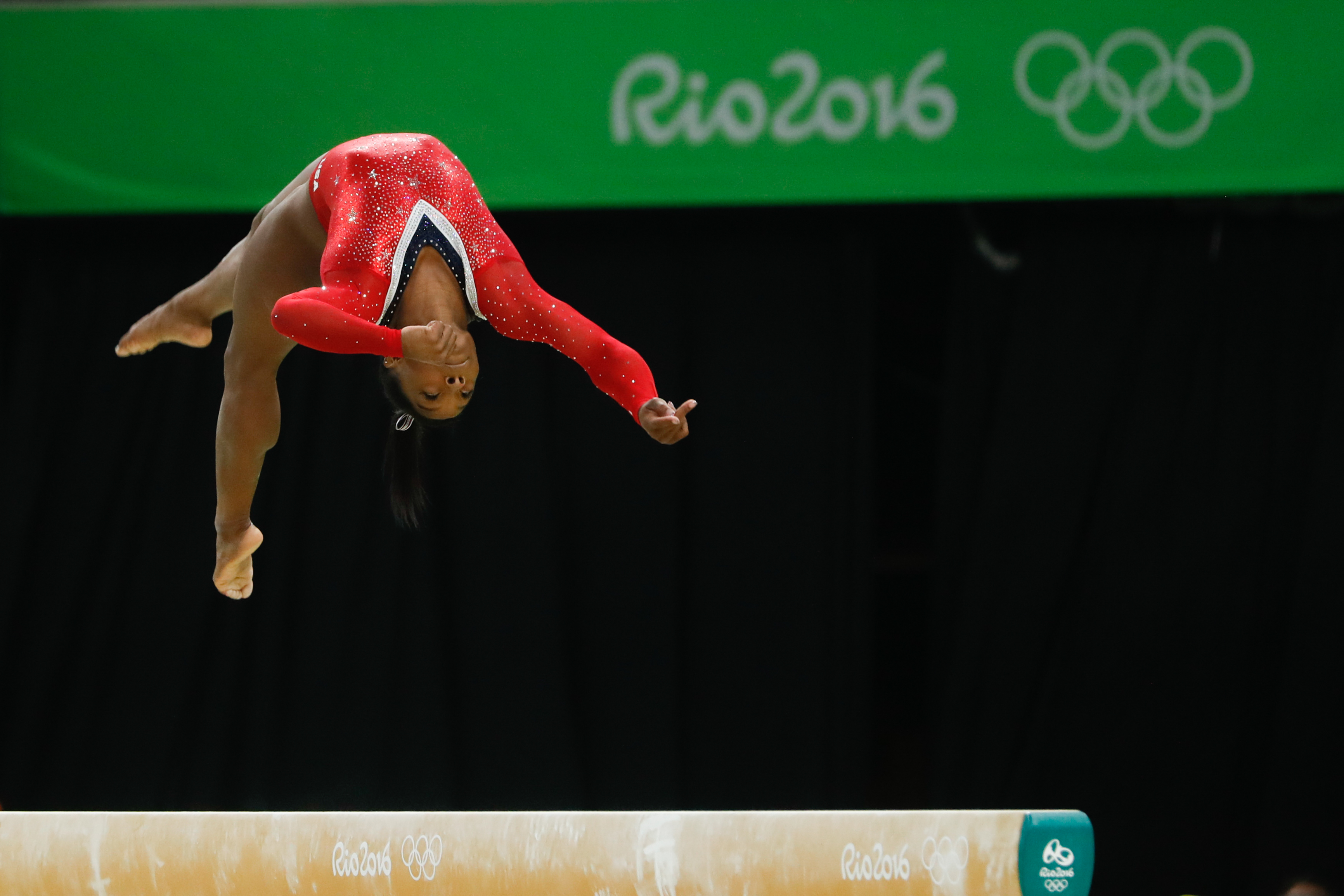
À la poutre.

De retour aux États-Unis, Simone Biles fait une grande tournée médiatique, comme la première de la quatorzième saison d'Ellen et déclare prendre une année sabbatique. Au printemps 2017, elle participe à la saison 24 de Dancing with the Stars avec le danseur Sasha Farber. En demi-finale, elle est éliminée par le vote du public à la surprise générale malgré les meilleures notes des juges avec deux scores parfaits de 40 points.

#### Nouveau départ
Après une longue année sabbatique prise après les Jeux de Rio, Simone Biles change d'entraîneur et quitte Aimee Boorman pour Laurent Landi, technicien français que l'athlète choisit pour son expertise aux barres asymétriques, accompagné de sa femme Cécile Canqueteau-Landi. Biles fait son retour en compétition lors de l'U.S. Classic (en) le 28 juillet 2018 à Columbus en gagnant le concours général et se qualifie pour le championnat des États-Unis et les championnats du monde 2018. Lors des championnats des États-Unis en août, Simone Biles devient la première gymnaste américaine à être sacrée cinq fois au concours général individuel depuis que la compétition est organisée par la Fédération américaine de gymnastique. À 21 ans, dominante avec une marge finale de 6,55 points sur sa dauphine, elle devient la vainqueur la plus âgée à remporter ce titre depuis 1971.

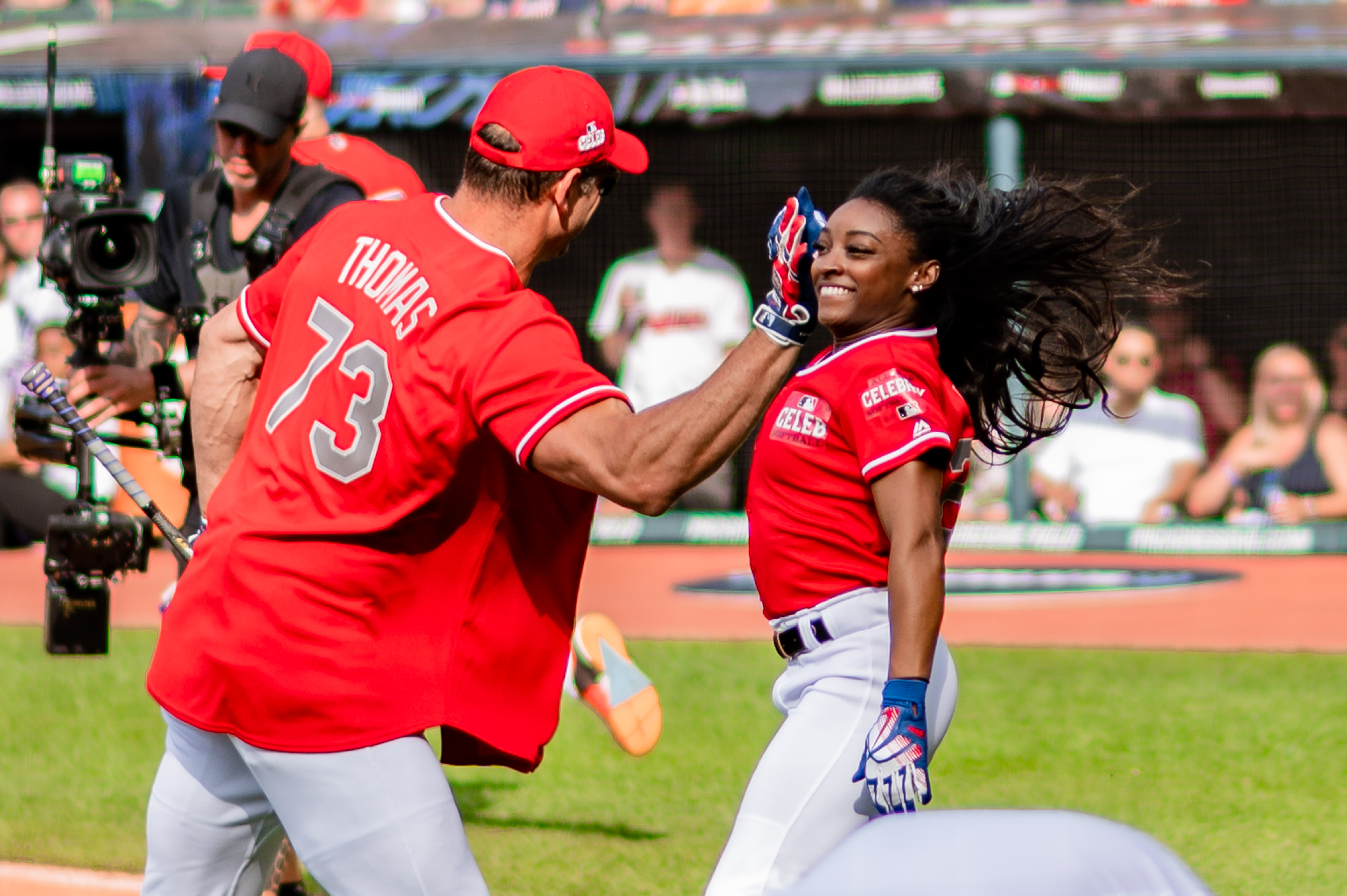
Simone Biles effectue le lancer inaugural d'un match de baseball avec Joe Thomas en juillet 2019.

Fin octobre-début novembre, lors de ces mondiaux disputés à Doha et malgré la découverte sur place d'un calcul rénal, Simone Biles remporte tout d'abord le concours général par équipes avec les États-Unis puis établit un record de quatre victoires au concours général individuel. Elle est ensuite médaillée sur tous les agrès : or au saut de cheval et au sol — pour la quatrième fois également —, un podium aux barres asymétriques pour la première fois avec une médaille d'argent et le bronze à la poutre. Ainsi, Simone Biles dépasse Vitaly Scherbo pour devenir la plus titrée des gymnastes artistiques hommes et femmes confondus aux championnats du monde, avec un total de quinze médailles d'or. Avec vingt-et-une médailles mondiales en tout, elle dépasse l'ancien record de Svetlana Khorkina.
En 2019, Simone Biles réalise pour la première fois en compétition le Biles II au sol aux championnats des États-Unis, repoussant encore la difficulté de son mouvement. Elle complète son palmarès record de cinq médailles d'or aux Championnats du monde 2019 à Stuttgart, devenant ainsi la gymnaste la plus titrée dans les épreuves olympiques et mondiales, hommes et femmes confondus, avec 25 médailles d'or, dépassant ainsi le Biélorusse Vitaly Scherbo.

#### «Perte de figures» aux Jeux de Tokyo
Après une année 2020 tronquée par la pandémie de Covid-19, les Jeux olympiques de Tokyo sont reportés en 2021. Considérée comme la meilleure gymnaste de sa génération, si ce n’est de tous les temps, invaincue en concours général depuis 2013 aux championnats américains, mondiaux et aux Jeux olympiques, Simone Biles est vue comme meilleure que jamais à l'approche de l'événement,. Les médias, notamment la chaîne de télévision américaine NBC Sports, la placent comme la star des Jeux prête à battre tous les records, une pression énorme.
En avril 2021, l'athlète américaine quitte l’équipementier Nike pour Athleta, une marque du groupe Gap, qui s'engage à soutenir une tournée d'après Jeux organisée par l'athlète, contournant celle habituellement organisée par USA Gymnastics, impliquée dans le scandale des abus sexuels dans la fédération américaine de gymnastique,.
Le 27 juillet, après avoir fait une rotation lors du concours général par équipes où elle escamote sa figure au saut de cheval, elle se retire de la suite du concours pour « se concentrer sur sa santé mentale »,. La gymnaste fait un blocage sur les vrilles et est désorientée. Sans elle, l'équipe américaine termine médaillée d'argent de ce concours derrière la Russie. Le lendemain, elle annonce son forfait pour le concours général individuel dont elle est la tenante du titre.
Selon la fédération américaine de gymnastique, elle se retire « après une évaluation médicale, afin de se concentrer sur sa santé mentale » et « subira des examens quotidiens pour déterminer si elle participe ou non aux finales individuelles », c'est-à-dire les finales par agrès qui ont lieu la semaine suivante. Simone Biles souffre de ce que l'on appelle pour les gymnastes et les acrobates, la « perte de figures », un état psychologique dangereux, car insister peut entraîner la blessure en perdant tous ses moyens dans les airs,. Elle l'explique ainsi : « Sérieusement, je ne comprends pas comment faire des vrilles. C'est le sentiment le plus étrange et le plus bizarre. C'est honnêtement pétrifiant d'essayer de faire un mouvement mais de ne pas avoir l'esprit et le corps en synchronisation ». Elle déclare forfait pour toutes les finales par appareil sauf une, celle de la poutre disputée le 3 août sur laquelle elle peut éviter les vrilles. Elle décroche une médaille de bronze sous les ovations, récoltant sa septième médaille olympique,. Durant la semaine, sa franchise pour décrire ses problèmes lui a valu de très nombreux soutiens du monde sportif et même plus généralement, dévoilant ce qui pouvait affecter un athlète de haut niveau sous les attentes et la pression. Dans un éditorial intitulé : « La victoire morale de Simone Biles », Le Monde souligne ainsi : « Les sportifs doivent pouvoir évoquer leur santé mentale avec autant d’aisance qu’ils parlent de leurs blessures physiques ».

#### Période post-Tokyo et reprise de la gymnastique en vue des Jeux olympiques de Paris
En automne 2021, après les Jeux de Tokyo, Simone Biles organise une tournée de shows de gymnastique à travers les États-Unis "Gold Over America Tour" en compagnie d'autres stars de la gymnastique telles que les membres de l'équipe américaine des JO de Tokyo, Chellsie Memmel, Ellie Black ou encore la française Mélanie de Jesus dos Santos.
Alors que son retour à la compétition restait jusque là incertain, elle l'annonce en fin juin 2023, pour l'US Classics en août. Elle remporte cette compétition avec une avance de 5 points sur la deuxième, Leanne Wong. Comme elle l'avait fait en 2021 avant les Jeux, elle réalise au saut de cheval un Yurchenko Double carpé, figure inédite qu'elle est la première à présenter. Elle participe ensuite aux championnats nationaux américains ; elle gagne la compétition au concours général pour la huitième fois. Elle remporte aussi les titres par agrès au sol, à la poutre et finit 3e aux barres asymétriques.
En octobre, elle participe aux Championnats du monde 2023 à Anvers, dix ans après ses premiers Championnats du monde, déjà à Anvers, où elle avait remporté ses premiers titres internationaux. Au saut de cheval, elle réalise avec succès le "Yurchenko double carpé" qui devient alors le "Biles II", avec une note de difficulté de 6,4 mais, emportée par sa hauteur et sa vitesse de rotation, elle chute en le réalisant ; elle remporte tout de même la médaille d'argent, derrière la championne olympique Rebeca Andrade. Elle finit 5e de la finale des barres asymétriques. Elle remporte la médaille d'or lors de la finale par équipes ainsi que celle du concours général, devant Rebeca Andrade et Shilese Jones. Elle gagne également les titres à la poutre et au sol.
En juin 2024, Biles remporte pour la neuvième fois le titre de championne des États-Unis du concours général ainsi que la médaille d'or sur tous les agrès.

#### Jeux olympiques d'été de 2024
Simone Biles participe aux Jeux olympiques d'été de 2024 à Paris. Une semaine avant ce nouveau rendez-vous olympique, Netflix retrace son histoire dans une série documentaire intitulée le Nouvel Essor de Simone Biles. 
Elle remporte la médaille d'or au concours général par équipes devant l'Italie et le Brésil ainsi que la médaille d'or au concours général individuel devant Rebeca Andrade et Sunisa Lee. Le 3 août, elle remporte la médaille d'or au saut de cheval en présentant un Yurchenko double carpé, saut qui porte son nom depuis qu'elle l'a réussi aux championnats du monde 2023 à Anvers. Elle remporte ainsi son septième titre olympique devant Rebeca Andrade et Jade Carey.
Le 5 août, elle chute lors de son passage à la poutre et est classée cinquième. Au sol, elle est battue par Rebeca Andrade et obtient la médaille d'argent après une pénalité lors d'une sortie de tapis. 
Lors de ces jeux, elle remporte quatre nouvelles médailles et devient la gymnaste américaine la plus titrée avec sept titres et un total de onze médailles  aux Jeux olympiques.

### Aspects extra-sportifs

#### Troubles du déficit de l'attention
Après les Jeux de Rio, à la suite de la publication par les hackers Fancy Bear de documents confidentiels de l'agence mondiale antidopage, Simone Biles a déclaré qu'elle souffre de trouble du déficit de l'attention depuis l'enfance et donc qu'elle a été autorisée à prendre une substance normalement interdite : le méthylphénidate,,,. Le médecin qui a signé l'autorisation est Michel Léglise, vice-président de la FIG, qui, au moment de l'autorisation, avait été disqualifié par la fédération à cause d'un scandale lié à des arbitres.

#### Victime d'abus sexuels

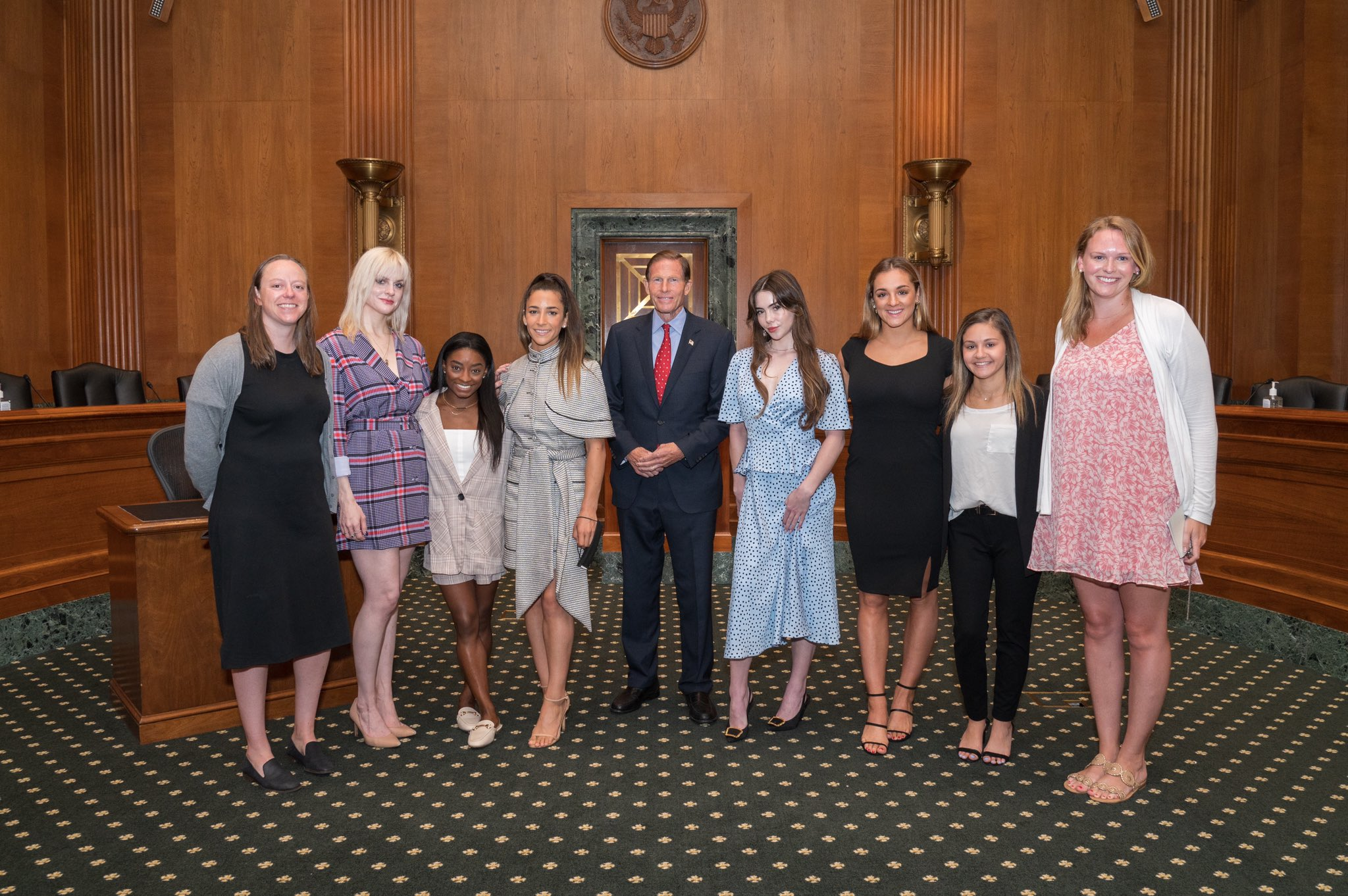
Simone Biles (troisième en partant de la gauche) avec d'autres victimes du médecin Larry Nassar reçues au Sénat des États-Unis en 2021.

En janvier 2018, Simone Biles révèle avoir subi des abus sexuels commis par Larry Nassar, ancien médecin de l'équipe nationale de gymnastique et condamné un mois auparavant à soixante ans de prison pour possession de matériel pédopornographique,,. Deux jours avant les championnats américains 2019, la sportive évoque son manque de confiance envers USA Gymnastics, l'instance de gouvernance nationale de la gymnastique américaine après l'échec de l'institution à protéger ses athlètes.
Le 15 septembre 2021, Simone Biles témoigne devant le Congrès des États-Unis lors d'une commission d'enquête sur les manquements du Federal Bureau of Investigation (FBI) dans la conduite de l'enquête,. En pleurs, elle déclare : « On nous a laissées tomber et on nous doit des explications. Je rends responsable Larry Nassar et je rends responsable un système entier qui a permis et perpétré ces abus, la Fédération américaine de gymnastique et le Comité olympique américain. Je suis ici parce que je ne veux pas que d’autres vivent l’horreur que moi et des centaines d’autres avons endurée. Nous souffrons et continuons de souffrir parce que personne n’a fait ce qu’il fallait pour nous protéger. Si vous permettez à un prédateur de nuire à des enfants, les conséquences seront graves ».
En juin 2022, elle fait partie de plus de 90 gymnastes américains à réclamer un milliard de dollars en justice à la police fédérale pour « négligence » dans son enquête.

### Vie privée
En mars 2020, Simone Biles contacte le joueur de football américain Jonathan Owens, qui joue alors pour les Texans de Houston au poste de safety, sur les réseaux sociaux. En février 2022, le couple se fiance. Un an plus tard, en avril 2023, ils se marient.
En 2021, Simone Biles monte les marches du Met Gala avec une robe créée par Area qui a nécessité 6 650 heures de travail et d'un poids supérieur à 40 kg.

## Style et personnalité

### Mouvements éponymes
En 2006, un nouveau code de pointage est mis en place par la FIG afin de mettre fin à la note parfaite de 10 et pour favoriser la difficulté des exercices. Lorsqu'un ou une gymnaste réussit un mouvement inédit en compétition, celui-ci est porté à son nom dans le code de pointage, ce que réussit Simone Biles à cinq reprises à partir des championnats du monde de gymnastique artistique 2013, lorsqu'elle choisit d'augmenter la difficulté de ses figures pour se démarquer des gymnastes à l'exécution plus propre.
Biles a deux mouvements éponymes au sol. Le premier « Biles » est un double saut périlleux arrière jambes tendues et ajoute un demi-tour qui empêche d'identifier la zone de réception. Idée de l'assistante Aimee Boorman, ce saut permet d'effectuer une réception vers l'avant et de soulager les chevilles de la jeune athlète. Le deuxième mouvement, intitulé « Biles II » ou « Biles 2 », est un double salto arrière groupé avec une triple vrille. Seulement trois gymnastes masculins ont réussi le « Biles II » en compétition avant la gymnaste américaine. Lors des championnats du monde 2019, cette acrobatie est créditée d'une difficulté de J, soit un point de plus.
À la poutre, le « Biles » est une sortie en double saut périlleux arrière avec deux vrilles, un mouvement si difficile que lorsque la gymnaste l'a réussi pour la première fois en compétition aux championnats du monde 2019, les juges ont diminué sa valeur par peur du danger qu'il représente et ne lui ont donné qu'une valeur de H,,.
Enfin, deux sauts portent le nom de « Biles ». Le premier, qu'elle présente aux championnats du monde de gymnastique artistique 2018 à Doha, est un Yurchenko avec un demi-tour sur la table de saut suivi de deux vrilles. Ce saut a une valeur de 6,0 points. Le deuxième est présenté par Biles aux championnats du monde de gymnastique artistique 2023 à Anvers. À l'aise dans cet agrès, Simone Biles réalise un Yurchenko avec un double salto arrière corps carpé qu'elle a réussi pour la première fois en 2021. Tout comme le « Biles II » réussi quatre ans plus tôt, ce « Yurchenko double pike » a été réalisé jusqu'ici uniquement par des gymnastes masculins. Simone Biles continue de repousser les limites de la gymnastique artistique féminine.

### Caractéristiques physiques

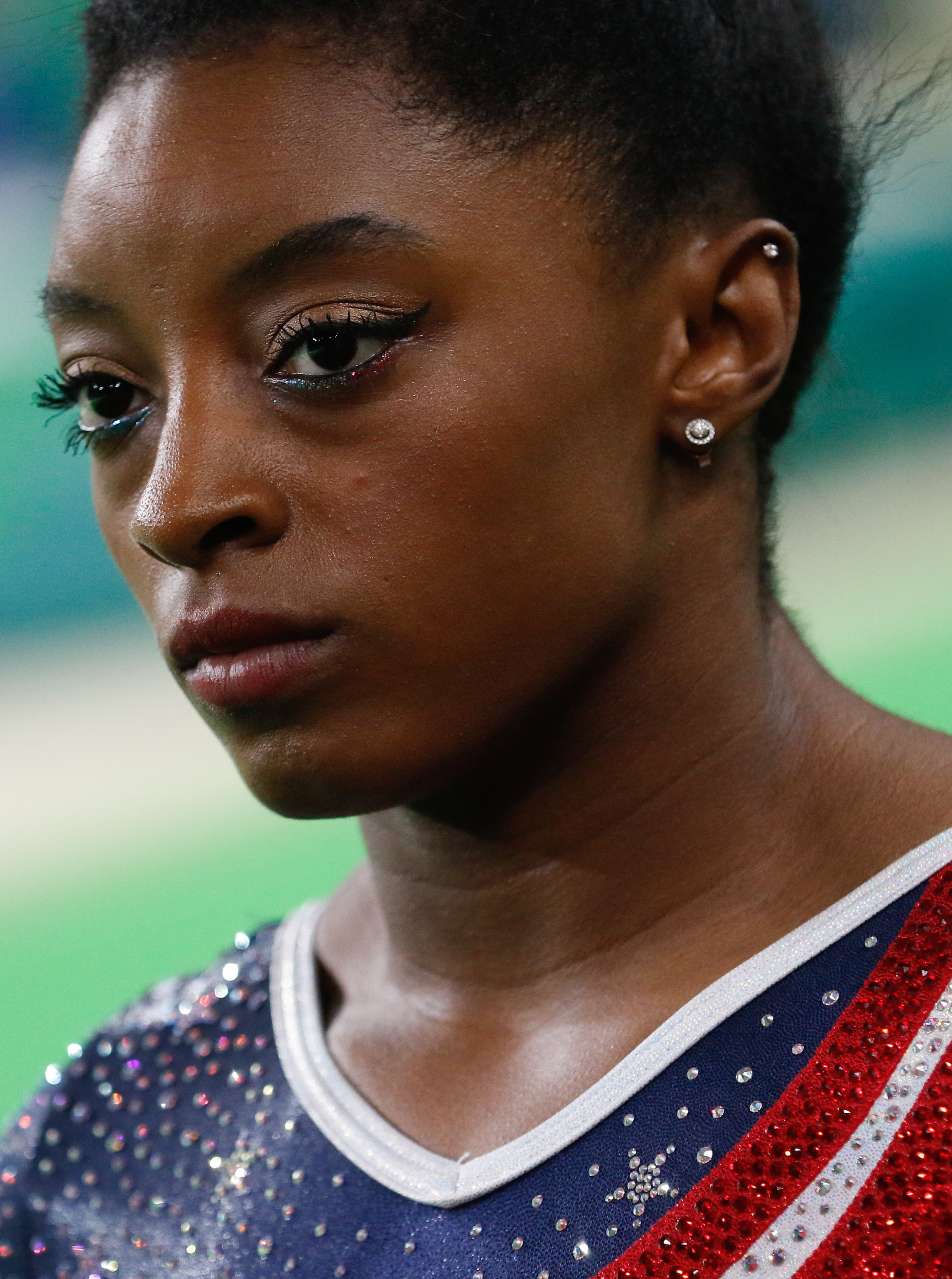
Portrait de Simone Biles concentrée aux jeux de Rio de Janeiro.

Dès ses débuts en gymnastique, Simone Biles est une petite fille musculeuse, pleine d'énergie, qui ne tient pas en place. Ses courbes musculaires lui valent le surnom de « Swolger » à l'école primaire, la contraction de swollen (gonflé en français) et soldier (soldat). Lors de ses premières compétitions au saut de cheval, Biles a une telle puissance qu’elle saute sans toucher l'agrès.

### Pression
Au fil du temps, Simone démontre au monde entier qu'elle est capable de prouesses aux quatre agrès de la gymnastique féminine. Lors des compétitions, elle subit une pression très lourde pour bien performer et conserver ses titres, aussi bien de ses entraîneurs que de la fédération, de ses parents, des médias et d'elle-même. Cette pression a pu s'avérer nuisible . La championne olympique de 24 ans est partout annoncée comme la vedette du programme de gymnastique aux Jeux olympiques de Tokyo. Ses sauts, qu'elle est seule capable de réaliser, sont en particulier très attendus. C'est lors de son entrée sur la scène que cette gymnaste est seule avec elle-même mais également avec les pensées négatives ou positives qui lui passent à l'esprit. Simone possède quelques mots clés pour affronter ses sentiments et être prête lors de ses compétitions. La constance, la confiance, le calme lors de ses routines et la concentration font partie de son vocabulaire pour contrôler le stress et la pression lors des entraînements et des compétitions.

## Palmarès

### Jeux olympiques
- Rio 2016 :
  -  médaille d'or au concours général par équipe ;
  -  médaille d'or au concours général individuel ;
  -  médaille d'or au saut de cheval ;
  -  médaille d'or au sol ;
  -  médaille de bronze à la poutre.
- Tokyo 2020 (en 2021 [73]) :
  -  médaille d'argent au concours général par équipes ;
  -  médaille de bronze à la poutre.
- Paris 2024 :
  -  médaille d'or au concours général par équipe ;
  -  médaille d'or au concours général individuel ;
  -  médaille d'or au saut de cheval ;
  -  médaille d'argent au sol ;
  - 5e à la poutre.

### Championnats du monde
- Anvers 2013 :
  -  médaille d'or au concours général individuel ;
  -  médaille d'or au sol ;
  -  médaille d'argent au saut de cheval ;
  -  médaille de bronze à la poutre.
- Nanning 2014 :
  -  médaille d'or au concours général par équipes ;
  -  médaille d'or au concours général individuel ;
  -  médaille d'or au sol ;
  -  médaille d'or à la poutre ;
  -  médaille d'argent au saut de cheval.
- Glasgow 2015 :
  -  médaille d'or au concours général par équipes ;
  -  médaille d'or au concours général individuel ;
  -  médaille d'or au sol ;
  -  médaille de bronze au saut de cheval ;
  -  médaille d'or à la poutre.
- Doha 2018 :
  -  médaille d'or au concours général par équipes ;
  -  médaille d'or au concours général individuel ;
  -  médaille d'or au saut de cheval ;
  -  médaille d'argent aux barres asymétriques ;
  -  médaille de bronze à la poutre ;
  -  médaille d'or au sol.
- Stuttgart 2019 :
  -  médaille d'or au concours général par équipes ;
  -  médaille d'or au concours général individuel ;
  -  médaille d'or au saut de cheval ;
  -  médaille d'or à la poutre ;
  -  médaille d'or au sol.
- Antwerp 2023 :
  -  médaille d'or au concours général par équipes ;
  -  médaille d'or au concours général individuel ;
  -  médaille d'or à la poutre ;
  -  médaille d'or au sol ;
  -  médaille d'argent au saut de cheval ;
  - 5e aux barres asymétriques.

### Autres
- American Cup 2013 :
  -  2e au concours général.
- American Cup 2015 :
  -  1re au concours général.

### Distinctions personnelles

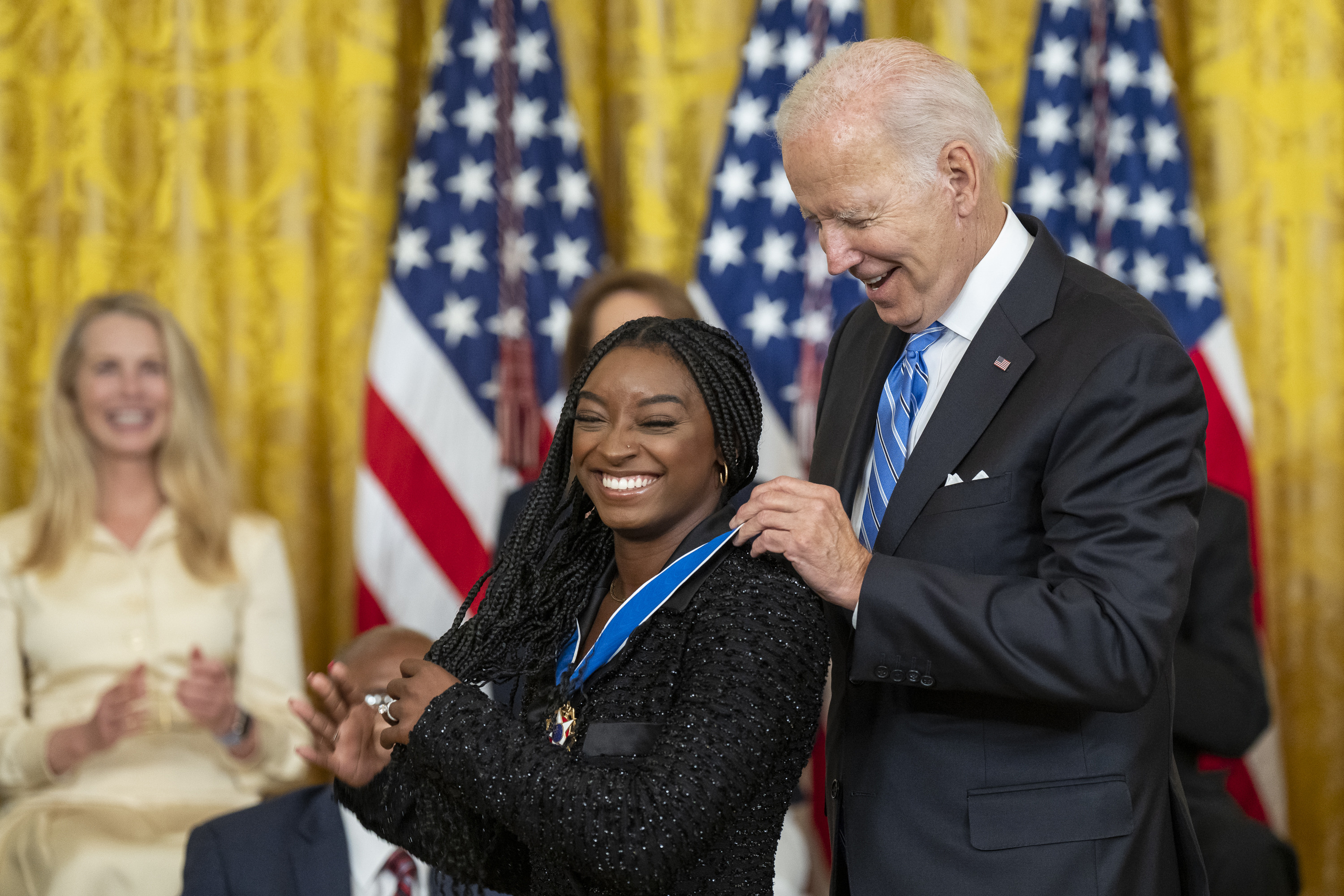
Joe Biden remet la médaille présidentielle de la Liberté à Simone Biles en juillet 2022.

En 2016, la gymnaste américaine de 19 ans est désignée sportive de l'année par l'Associated Press après ses cinq médailles olympiques, devenant la cinquième gymnaste à recevoir cette récompense. Elle est également sélectionnée dans la liste 100 Women de la BBC. Elle reçoit également le trophée de championne des champions de L'Équipe.
En 2018, de retour de son année sabbatique, l'athlète reçoit son deuxième titre de championne des champions « monde » de L'Équipe.
En 2019, Simone Biles est à nouveau nommée sportive de l'année par l'Associated Press pour ses nouveaux titres mondiaux et ses nouveaux mouvements éponymes réussis mais au-delà son engagement dans le scandale des abus sexuels dans la fédération américaine de gymnastique, utilisant son statut pour évoquer les faillites des institutions à protéger les sportives. Pour la deuxième année consécutive, elle est la championne des champions « monde » de L'Équipe.
En 2021, Biles est désignée athlète de l'année par le magazine américain Time, notamment pour avoir permis de mettre en avant la santé mentale, encourageant la population à se protéger et à demander de l'aide en cas de besoin.
En juillet 2022, Simone Biles reçoit la médaille présidentielle de la Liberté, remise par le président Joe Biden et devient la plus jeune récipiendaire de ce qui est la plus haute distinction civile américaine,.
En 2024, Biles remporte le Laureus World Sports Awards du retour de l'année après avoir remporté 4 médailles d'or aux championnats du monde à Anvers.